# Problema della testa degli artropodi
Il problema della testa degli artropodi è una lunga disputa zoologica riguardante la composizione segmentale delle teste dei vari gruppi di artropodi, e come sono evolutivamente correlate tra loro. Nonostante la controversia sia storicamente centrata sull'esatta struttura della testa degli insetti, è stata poi ampliata per includere altri artropodi viventi, come i crostacei e i chelicerati, e le forme fossili, come i molti artropodi noti da faune del Cambriano eccezionalmente conservati. L'argomento è stato classicamente basato sull'embriologia degli insetti, ma in questi ultimi anni si è resa disponibile una grande quantità di dati molecolari dello sviluppo. Sono state pubblicate decine di soluzioni più o meno distinte riguardo a questo problema, risalente almeno al 1897, tra cui diverse negli anni 2000.
Il problema della testa degli artropodi è popolarmente conosciuto come la "disputa infinita", il titolo di un famoso articolo sul tema da Jacob G. Rempel nel 1975, con riferimento alla sua natura apparentemente irrisolvibile. Sebbene siano stati compiuti alcuni progressi da allora, la precisa natura del labrum e della regione pre-orale degli artropodi rimane molto controversa.